# Sitio de Roma (549-550)
El Tercer Sitio de Roma fue un asedio exitoso de la ciudad de Roma realizado por los ostrogodos liderados por Totila entre los años 549 y 550 d. C. El evento forma parte de la Guerra Gótica.

## Trasfondo
Belisario, siguiendo las órdenes de Justiniano, quería conquistar toda la península y traer de vuelta a Italia su antigua gloria. Después de que Belisario conquistara gran parte de Italia, incluyendo la capital de los ostrogodos, Rávena, estos designaron a Totila como su líder militar y político. Tan pronto como Belisario regresó a Constantinopla, Totila recuperó casi todos los territorios que habían formado parte del Reino ostrogodo.
Durante la larga campaña de conquista bizantina, Roma fue sitiada en tres ocasiones por los godos. En la primera de ellas, los godos fueron derrotados por Belisario en el 538 en la primera fase de la guerra. La segunda ocasión, ya en la segunda fase de la guerra, Totila decidió castigar a la ciudad por volver a levantar las fortalezas tras el saqueo que había realizado en el 546. Belisario volvió a frustrar los intentos godos de ocupar la ciudad, pero las fuerzas romanas quedaron altamente dañadas, motivo por el cual Totila realizó un tercer asedio tres años después.

## El tercer asedio de Roma
Para el tercer asedio, Totila procuró no cometer los mismos errores del pasado. Primero intentó capturar Roma simplemente asaltando las murallas y agotando la pequeña guarnición romana de 3 000 hombres, pero fue en vano. Totila, viendo que asaltar las murallas era algo ineficaz, decidió bloquear la ciudad y matar de hambre a los defensores, en lugar de perder más de sus propios soldados. Totila sabía que el bloqueo podría tomar meses o años, pero estaba en una posición mucho mejor que en el anterior intento de asedio y decidió que era la mejor elección. El comandante bizantino Diógenes había previsto la acción por lo que almacenó una gran cantidad de alimento y mejoró las murallas de la ciudad para prepararse de un bloqueo de larga duración.
Totila, consciente del hambre y maltrato que sufrían los soldados romanos por parte de Justiniano, les propuso una elección. Abrir las puertas de la ciudad, entregarla, y pagar una fuerte suma de dinero, al igual que había hecho la guarnición anterior durante el segundo asedio, o seguir luchando por Justiniano, que no había pagado a sus hombres en años, y ser asesinados. Algunos de los soldados decidieron ponerse del lado de Totila y abrieron la puerta a los godos. Los hombres de Totila entraron en la ciudad y destruyeron la desprevenida guarnición romana. Recorrieron toda la ciudad, matando y saqueando todo excepto a las mujeres, debido a las expresas órdenes de Totila de respetar a las mujeres romanas. Totila, esperando que los nobles y el resto de la guarnición huyeran tan pronto como fueron atravesadas las murallas, había puesto trampas a lo largo de las carreteras a las ciudades vecinas que aún no estaban bajo su control. Tal y como lo esperaba muchos romanos fueron sorprendidos por emboscadas mientras huían de Roma. Solo unos pocos, incluyendo Diógenes, el comandante romano, lograron escapar de la ocupación de Roma y las emboscadas.
En asedios anteriores Totila quería simplemente destruir a Roma, pero tras las súplicas de los habitantes entendió la importancia de la ciudad. Con la captura de Roma, Totila decidió repoblar, reconstruir y defender la ciudad contra todos los ataques futuros de Justiniano.